# Yuki (Tokushima)
Pour les articles homonymes, voir Yuki.
Yuki (由岐町, Yuki-chō) était un bourg situé dans le district de Kaifu,  dans la préfecture de Tokushima, au Japon.

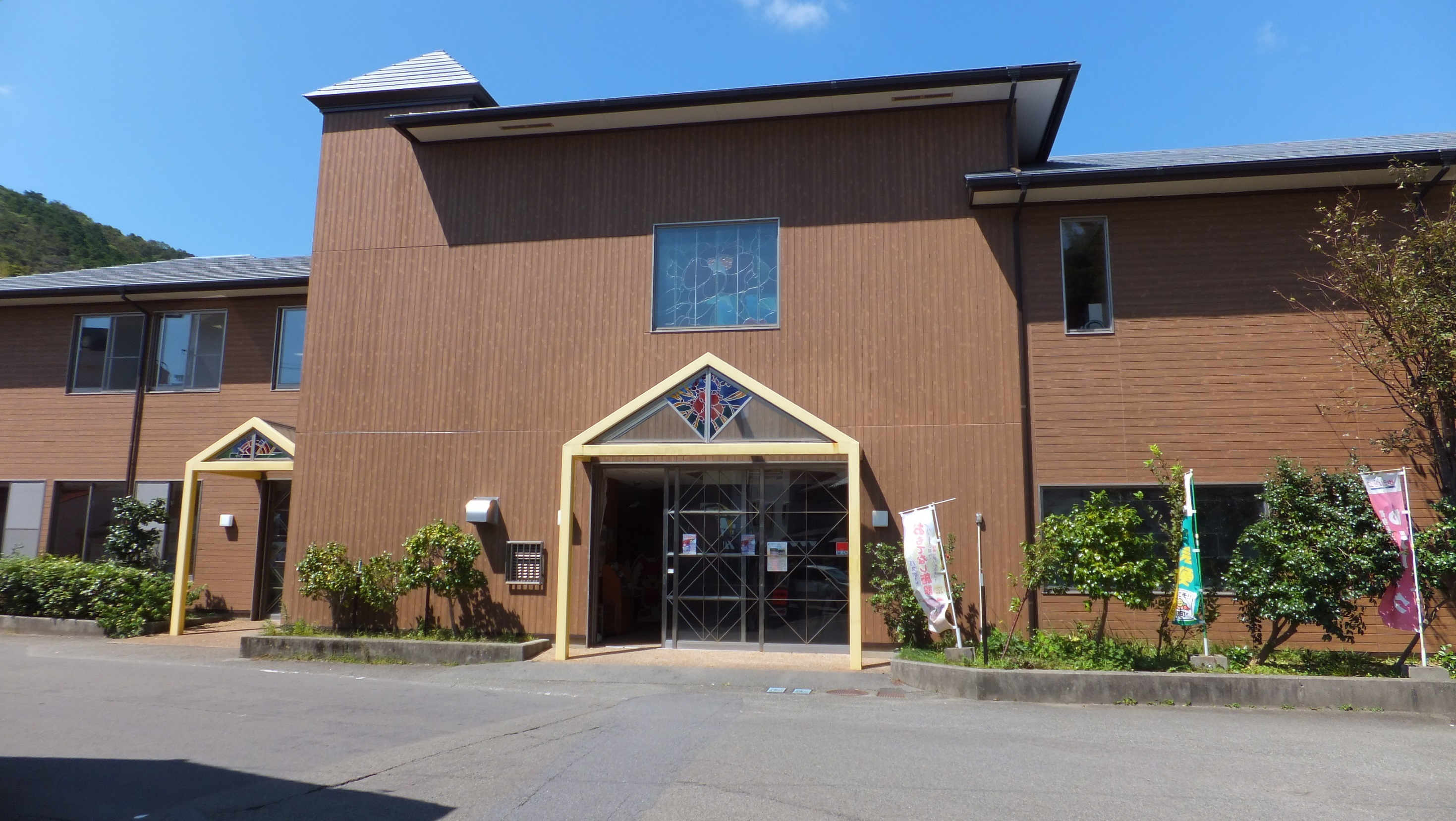
Gare de Yuki en 2015.

En 2003, le bourg avait une population estimée à 3 356 et une densité de 144,91 habitants par km². La superficie totale était de 23,16 km².

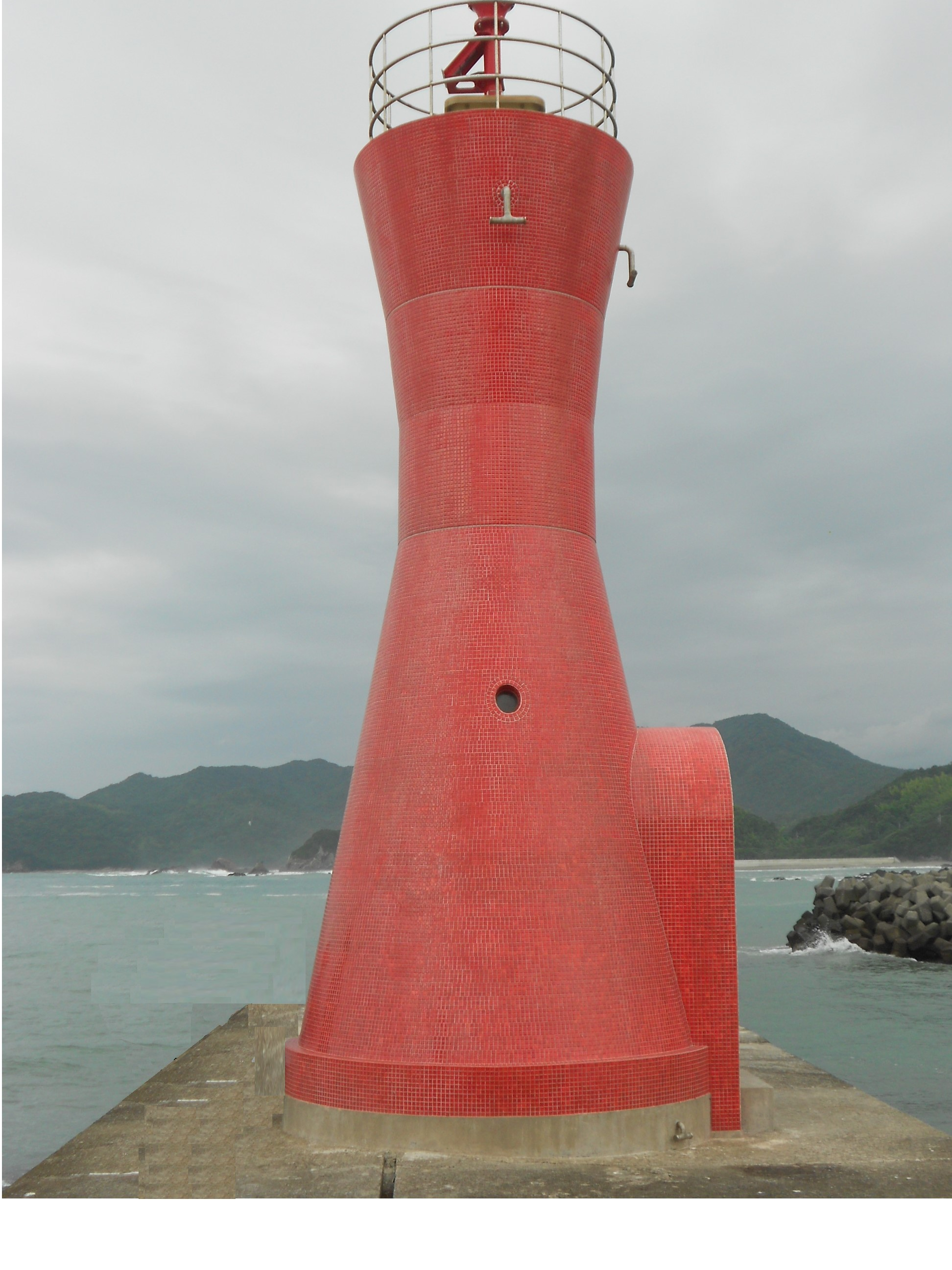
Phare de Yuki

Le 31 mars 2006, Yuki et le bourg de Hiwasa (également du district de Kaifu) ont fusionné pour créer le bourg de Minami.

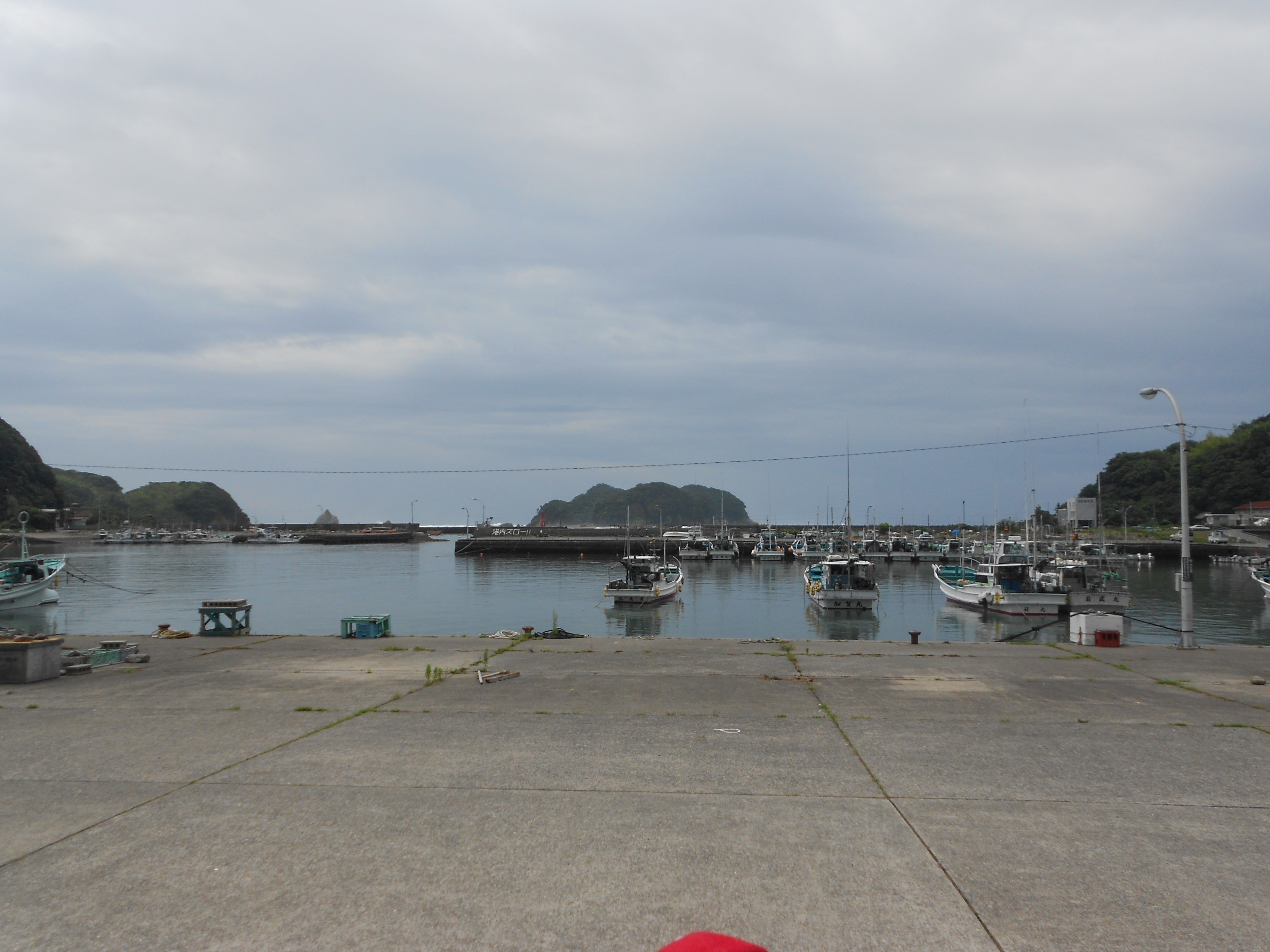
Port de Yuki en 2014